# Kolobok (film, 1956)
Kolobok (en russe : Колобок) est un film de marionnettes soviétique réalisé en 1956 par Roman Davydov. Il met en scène Kolobok, un personnage d'un conte traditionnel russe.

## Synopsis
Basé sur le conte folklorique russe sur le vilain Kolobok, qui s'est enfui de son grand-père et de sa femme et a rencontré divers animaux de la forêt sur son chemin : un lièvre, un hérisson, un loup, un ours et un renard. Mais, contrairement au conte de fées, il a réussi à échapper au renard pour retrouver son grand-père et sa grand-mère et tous les trois ont commencé à vivre ensemble.

## Fiche technique
- Titre : Kolobok
- Titre original : Колобок
- Réalisation : Roman Davydov
- Scénario : E. Riazantseva
- Direction artistique : Roman Davydov, Vladislav Rastorgouïev
- Directeur de la photographie : Nikolai Grinberg
- Animateurs : Lev Jdanov, Konstantin Nikiforov
- Compositeur : Rodion Chtchedrine
- Son : Boris Filtchikov
- Production : Soyuzmultfilm Studio
- Durée : 10 minutes
- Langue : russe
- Sortie : 1956